# GKK Etzenricht

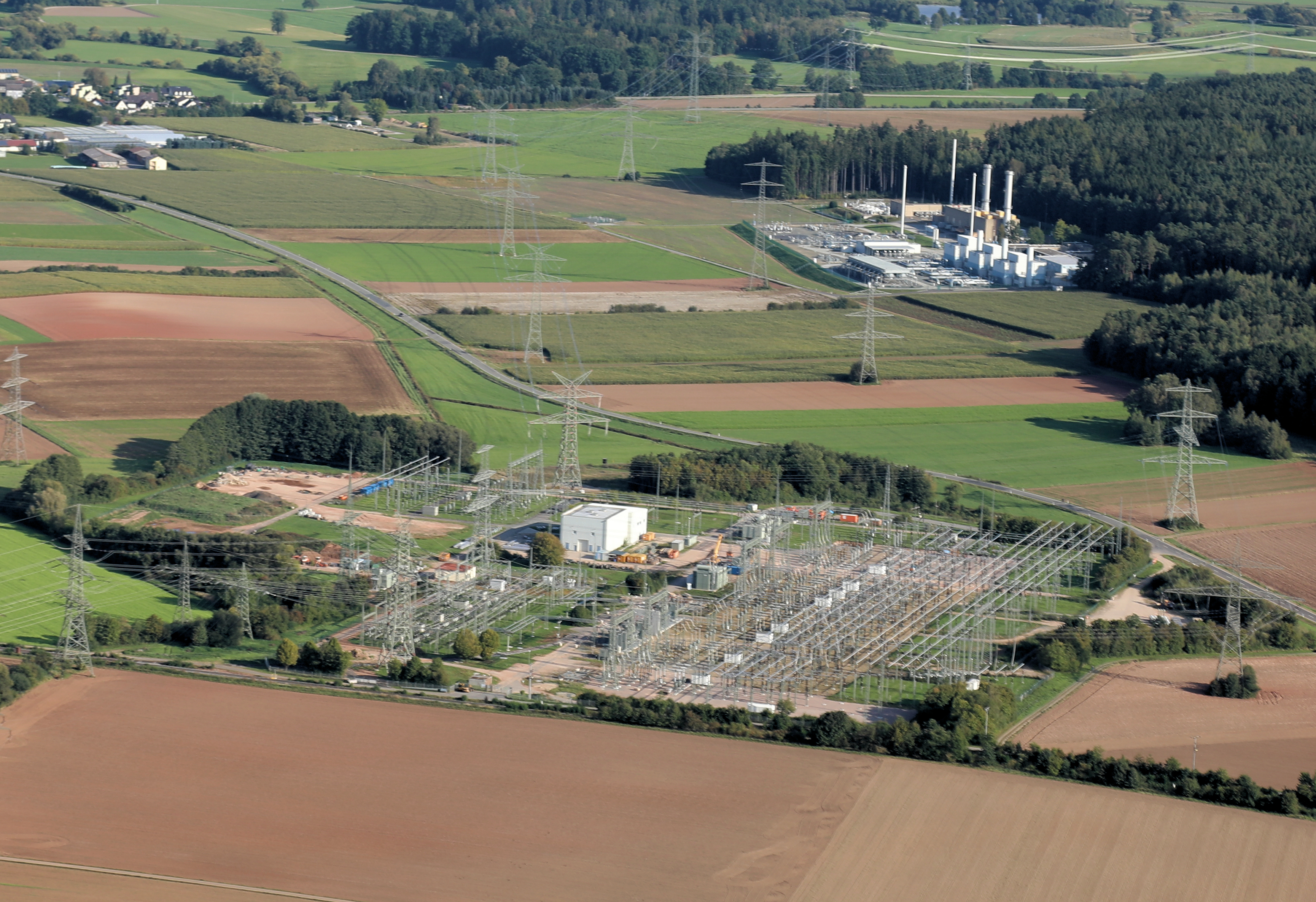
Umspannwerk Etzenricht (2023)

Das Umspannwerk Etzenricht bei Etzenricht in der Oberpfalz wurde 1970 in Betrieb genommen, in der Folgezeit erweitert und ist Teil des 380-/220-kV-Ostbayernrings. Seit 1992 wird am Umspannwerk eine Verbindung mit dem tschechischen Höchstspannungsnetz über eine zweikreisige 380-kV-Drehstromverbindung hergestellt. Da das tschechische Stromnetz bis 1995 nicht mit dem westeuropäischen synchronisiert war, wurde auf dem Areal des Umspannwerkes eine HGÜ-Kurzkupplung eingerichtet. 

## Geschichte
Das Umspannwerk wurde 1970 in Betrieb genommen und in der Folgezeit erweitert. Im Jahr 2000 fusionierte der damalige Betreiber Bayernwerk mit der PreussenElektra zum neuen Energieversorger E.ON Energie, der 2010 (Rückwirkend ab 2009) sein Übertragungsnetz an das niederländische Unternehmen Tennet übertrug. Seitdem befindet sich das Objekt im Besitz dieses Unternehmens.

## Freileitungen
Alle vom Umspannwerk wegführenden Stromkreise sind als Freileitung ausgeführt. Folgende Verbindungen existieren heute:
| Netzbetreiber | Spannung   | Strom- kreis -Nr. | Zielort/-station                        | Baujahr | Himmels- richtung | Bemerkungen   |
| ------------- | ---------- | ----------------- | --------------------------------------- | ------- | ----------------- | ------------- |
| TenneT TSO    | 220/380 kV |                   | Redwitz                                 |         | Nord              | Ostbayernring |
| TenneT TSO    | 220/380 kV |                   | Schwandorf                              |         | Süd               | Ostbayernring |
| TenneT TSO    | 400 kV     |                   | Hradec/Přeštice                         |         | Ost               |               |
| Bayernwerk    | 110 kV     |                   | Weiherhammer; Auerbach in der Oberpfalz |         | Nordwest          |               |
| Bayernwerk    | 110 kV     |                   | Weiden                                  |         | Ost               |               |

### Ostbayernring
Die Leitung wurde zwischen 1970 und 1975 mit zwei 220-kV-Stromkreisen errichtet, 1991 wurde ein Stromkreis auf 380 kV umgestellt. Im nördlichen Teil zwischen Redwitz und Etzenricht laufen abschnittsweise 110-kV-Leitungen auf einer zusätzlichen Traverse auf demselben Gestänge mit. Im Sommer 2019 wurde im Rahmen des Ersatzneubaus ein Mast auf dem Gelände des Umspannwerks errichtet.

### Hochspannungsleitung nach Tschechien
Die vom Umspannwerk Etzenricht nach Tschechien führende 380-kV-Leitung wurde 1992 durch das damalige Bayernwerk gebaut und am 9. Juli 1993 zusammen mit der Gleichstromkurzkupplung in Betrieb genommen. Grundlage bildete ein Vertrag aus den 1980er Jahren zwischen dem Bayernwerk und dem damaligen tschechoslowakischen Energieversorger CEZ, der den Bau einer etwa 163 km langen 380-kV-Leitung von Etzenricht zum nordböhmischen Umspannwerk Hradec vorsah. Nach der 2009 erfolgten Ausgliederung des Übertragungsnetz-Bereiches aus der E.ON Netz gingen die Leitungen auf den neuen Eigentümer TenneT TSO über.
Obwohl die Leitung zunächst bis Hradec nur einkreisig betrieben werden sollte, wurde sie bereits beim Bau 1992 auf deutscher Seite durchgehend und auf tschechischer Seite bis einige Kilometer hinter der Staatsgrenze bei Stráž mit zwei Stromkreisen belegt, von denen der südliche zunächst spannungsfrei vor dem Umspannwerk Etzenricht am Mast endete. Die Leitung verfügt über eine maximale Übertragungsleistung von 1639 Megawatt. Zum Schutz vor Überspannungen ist sie auf ihrer gesamten Länge – sowohl auf dem zwei- als auch auf dem einkreisigen Leitungsabschnitt in Tschechien – mit zwei Erdseilen ausgerüstet, eines davon mit einem Luftkabel in Glasfasertechnik zur Nachrichtenübermittlung. Als Leiterseile werden auf der deutschen Seite Viererbündel aus Aluminium/Stahl Leiterseilen verwendet, wobei der Aluminiumquerschnitt jedes Einzelleiters 340 mm² und der Stahlquerschnitt 30 mm² beträgt. Auf tschechischer Seite werden Dreierbündel verwendet, bei denen jeder Teilleiter einen Querschnitt von 450 mm² Aluminium und 50 mm² Stahl besitzt.
Erst 1997, bereits zwei Jahre nach Betriebsende der Gleichstromkurzkupplung, wurde der zweite Stromkreis der Leitung in Betrieb genommen. Dieser führt hinter Stráž weiter zum Umspannwerk Přeštice. Zunächst verläuft die Leitung mit insgesamt 14 (vor der partiellen Demontage der GKK Etzenricht im Jahr 1997 13) Donaumasten größtenteils parallel zur 110-kV-Leitung Etzenricht–Weiden, ehe nach der Vorbeiführung am Umspannwerk Weiden auf einer zusätzlichen Traverse die 110-kV-Leitung Weiden–Vohenstrauß–Eslarn mitverlegt ist.
Der westlichste Mast vor der Einmündung in die 380-kV-Schaltanlage in Etzenricht wurde erst nach Stilllegung der GKK gebaut, um die Leitung an der Stromrichterhalle vorbeizuführen – dadurch verlängerte sich der deutsche Leitungsabschnitt um 180 Meter auf 33,8 Kilometer.
Von Weiden bis Riedlhof folgen insgesamt 60 Masten mit zusätzlicher 110-kV-Traverse. Zusammen mit den beiden 380-kV-Ebenen und den Erdseilen besitzen diese Masten insgesamt vier Traversen. Diese Maßnahme wurde erforderlich, da aus Umweltschutzgründen nur eine Leitungstrasse genehmigt werden konnte, so dass die Stromkreise dieser schon vor 1992 bestehenden Leitungen demontiert und auf den Masten der Leitung nach Tschechien in selber Trasse untergebracht werden mussten. Dazwischen besteht ein Leitungsabzweig zum 110-/20-kV-Umspannwerk Vohenstrauß. Die Leitung von Vohenstrauß weiter nach Eslarn wurde bei ihrem Bau bereits auf ganzer Länge für 110 kV dimensioniert, aufgrund eines fehlenden 110-kV-Umspannwerkes in Eslarn allerdings zunächst nur mit 20 kV Mittelspannung betrieben. Das 110-/20-kV-Umspannwerk Eslarn wurde schließlich 2014 fertiggestellt. Zusammen mit dieser quert die Leitung nach Tschechien zum ersten Mal die A 6, ehe bei Riedlhof die 110-kV-Leitung nach Eslarn abzweigt und auf Betonmasten weiterführt.
Hinter Riedlhof besitzt die Leitung keine zusätzliche Traverse mehr. Kurz vor Erreichen der Staatsgrenze zu Tschechien nach 15 Donaumasten quert sie ein zweites Mal die A 6 und führt bis zum Grenzübergang Waidhaus/Rozvadov parallel zu ihr. Direkt nördlich der ehemaligen Grenzabfertigung wird die Grenze überquert und die Leitung erreicht Tschechien. Auch auf tschechischer Seite werden Donaumasten verwendet, allerdings unterscheiden sie sich in der Bauform von ihren deutschen Pendants und besitzen statt einer waagerechten eine v-förmige Erdseiltraverse. Bei Rozvadov wird die tschechische Autobahn D 5, die Fortsetzung der A 6, überquert, ehe nach weiteren 31 km bei Stráž u Tachova (in der Nähe) die Stromkreise auf zwei separate Leitungen mit Deltamasten wechseln. 
Die Fortführung nach Hradec führt nun in nordöstliche Richtung, quert ein zweites Mal die D 5 und erreicht nach 97,5 km das Umspannwerk Hradec in Nordböhmen. Bemerkenswert ist, dass der letzte Abschnitt dieser Leitung auf dem Areal des Umspannwerks Hradec zwischen dem Abspannportal und der Sammelschiene als Erdkabel ausgeführt ist.
Auf gleichartigen Masten verlegt ist die 1997 gebaute, weiter nach Osten verlaufende Fortführung nach Přeštice.

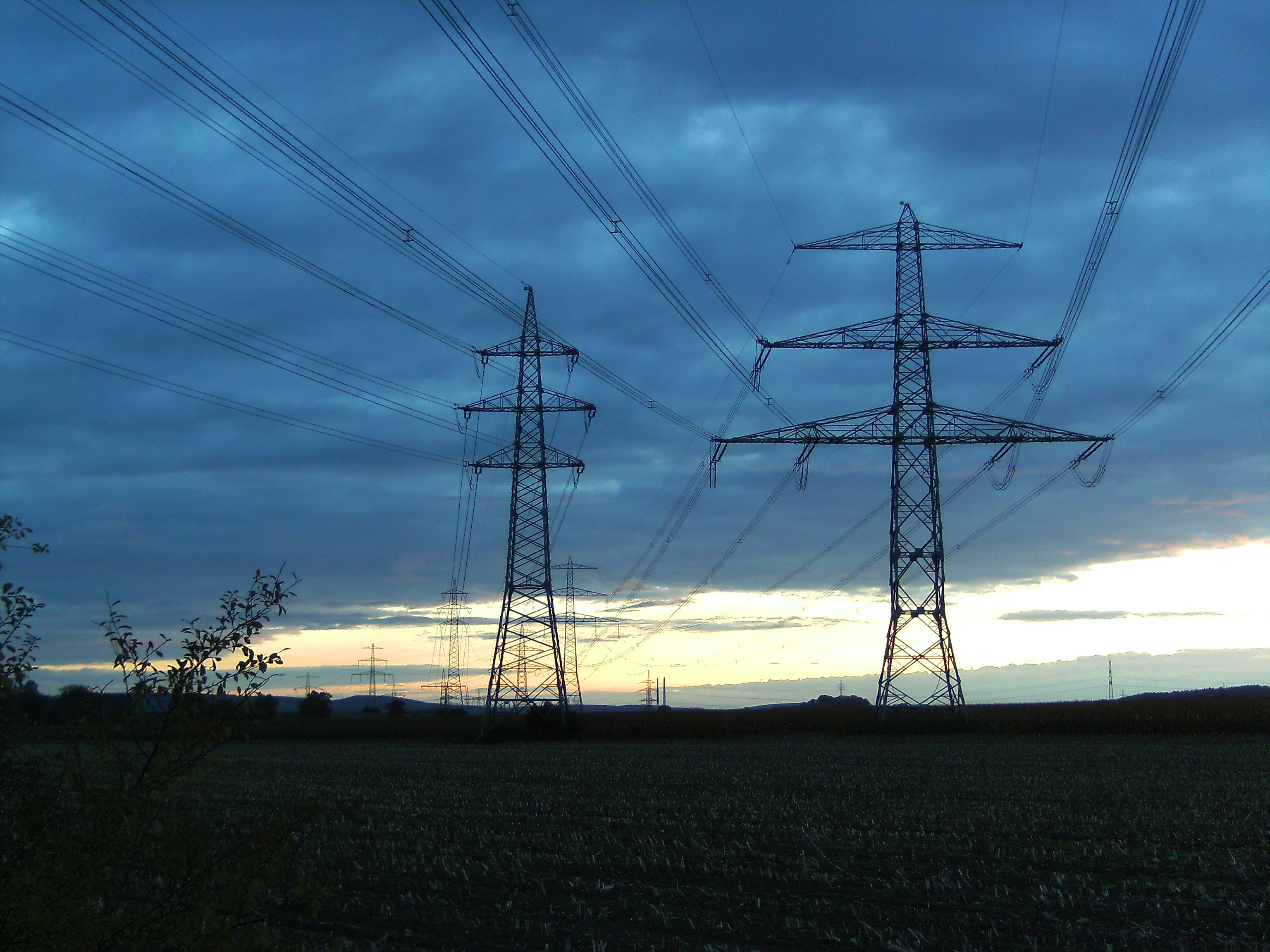
380-kV-Leitung Etzenricht-Hradec zwischen Weiden und Etzenricht (rechts). Links die 110-kV-Leitung Etzenricht-Weiden
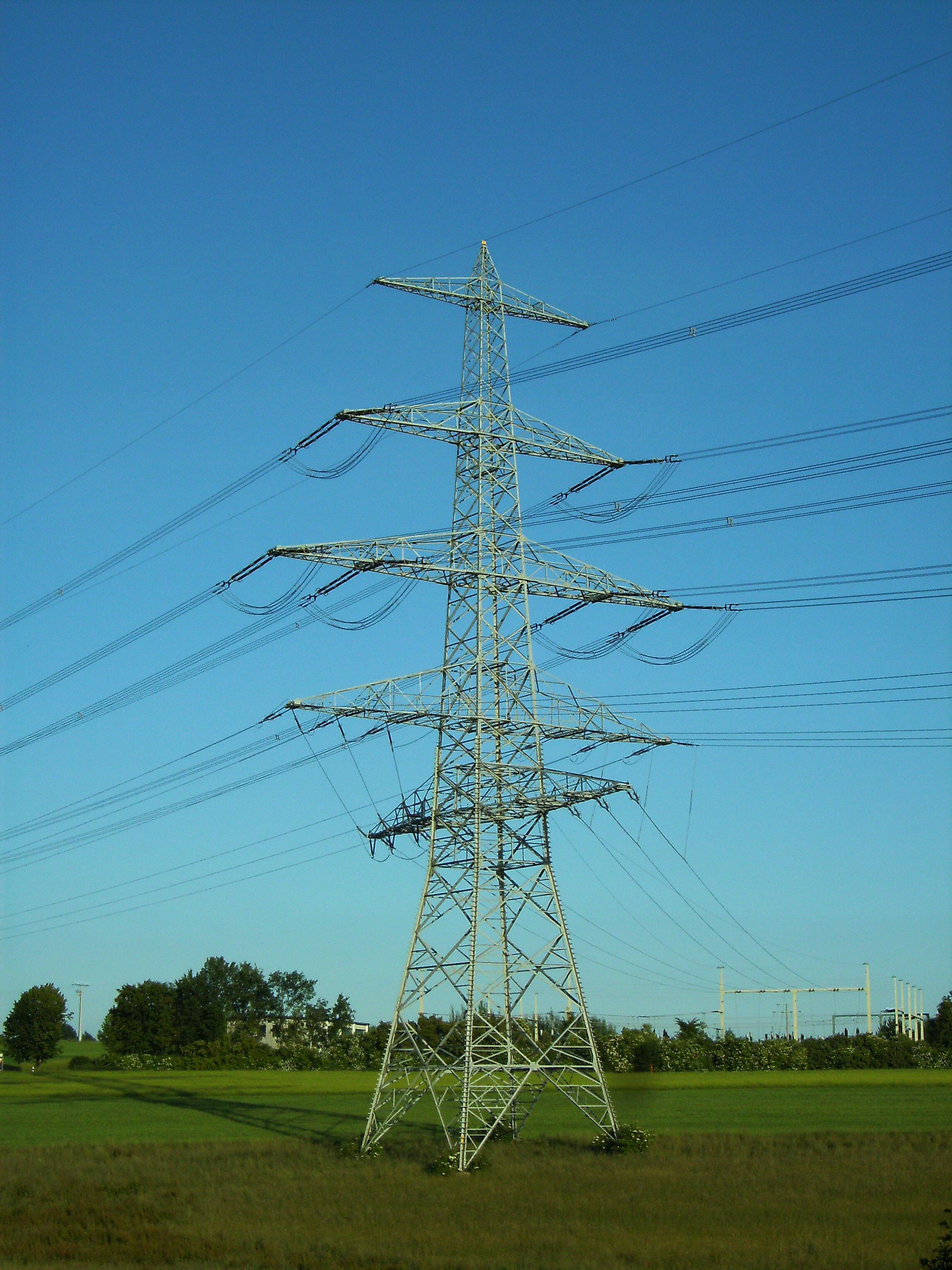
Abzweigmast Vohenstrauß
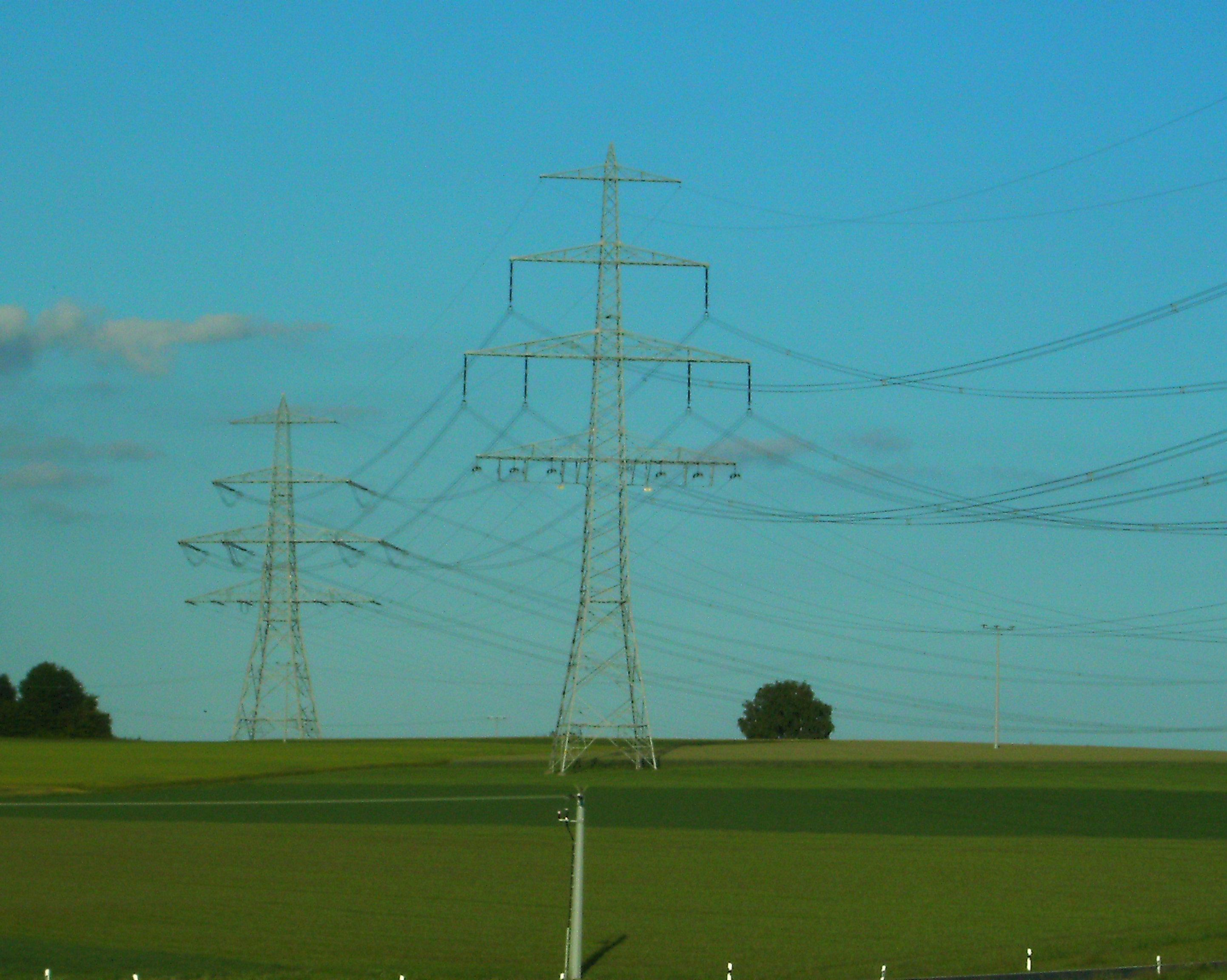
Einspeisung der 20-kV-Leitung Vohenstrauß-Eslarn in die unterste Traverse (heute 110 kV)
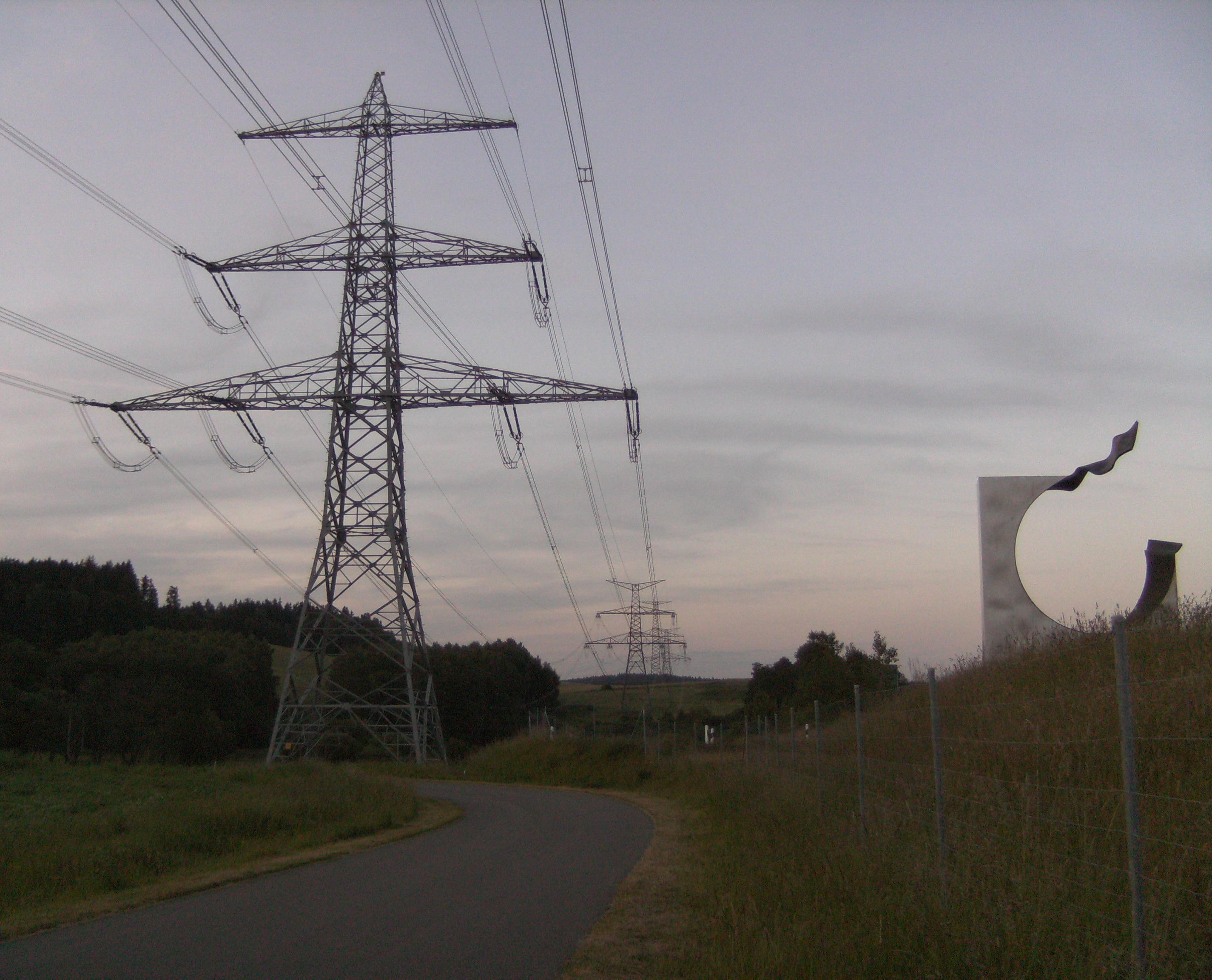
Die Leitung überquert die bayerisch-tschechische Staatsgrenze bei Waidhaus. Der Mast im Vordergrund steht in Bayern, die Maste im Hintergrund befinden sich in der Tschechischen Republik
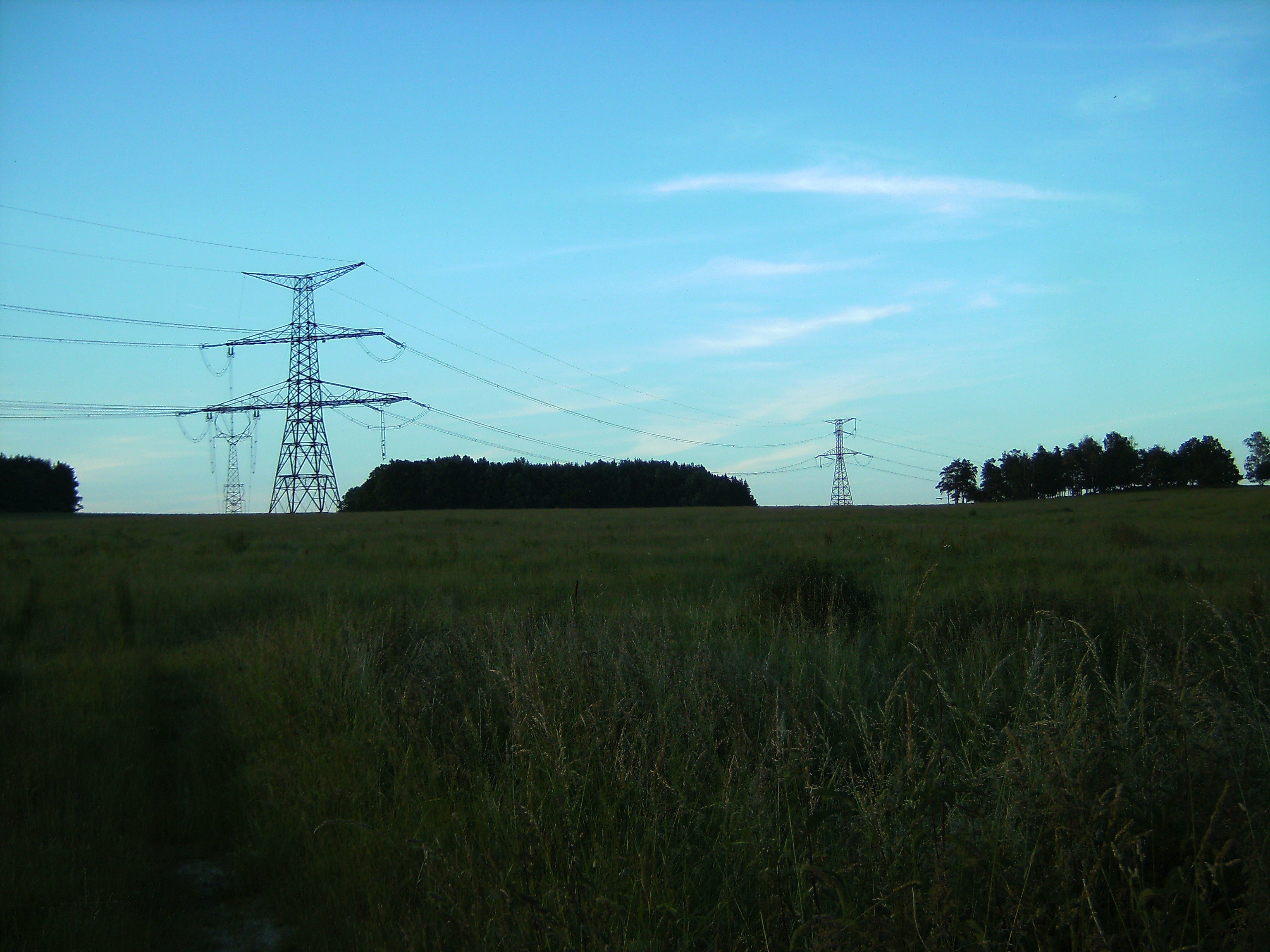
Aufteilung der Leitung bei Stráž in die Stränge nach Hradec (links) und Přeštice (rechts)

## GKK Etzenricht
Die Gleichstrom-Kurz-Kupplung (GKK) Etzenricht war eine von der ehemaligen Bayernwerk AG von 1993 bis 1995 auf dem Areal des Umspannwerks betriebene HGÜ-Kurzkupplung zur Kopplung des deutschen und des tschechischen Stromnetzes. Sie arbeitete mit einer Zwischenkreisspannung von 160 kV und besaß eine maximale Übertragungsleistung von 600 Megawatt.

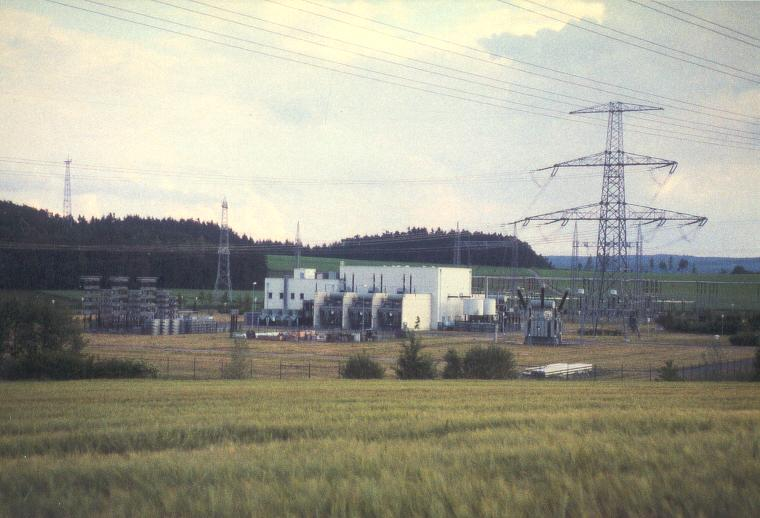
Ansicht der GKK im Mai 1998

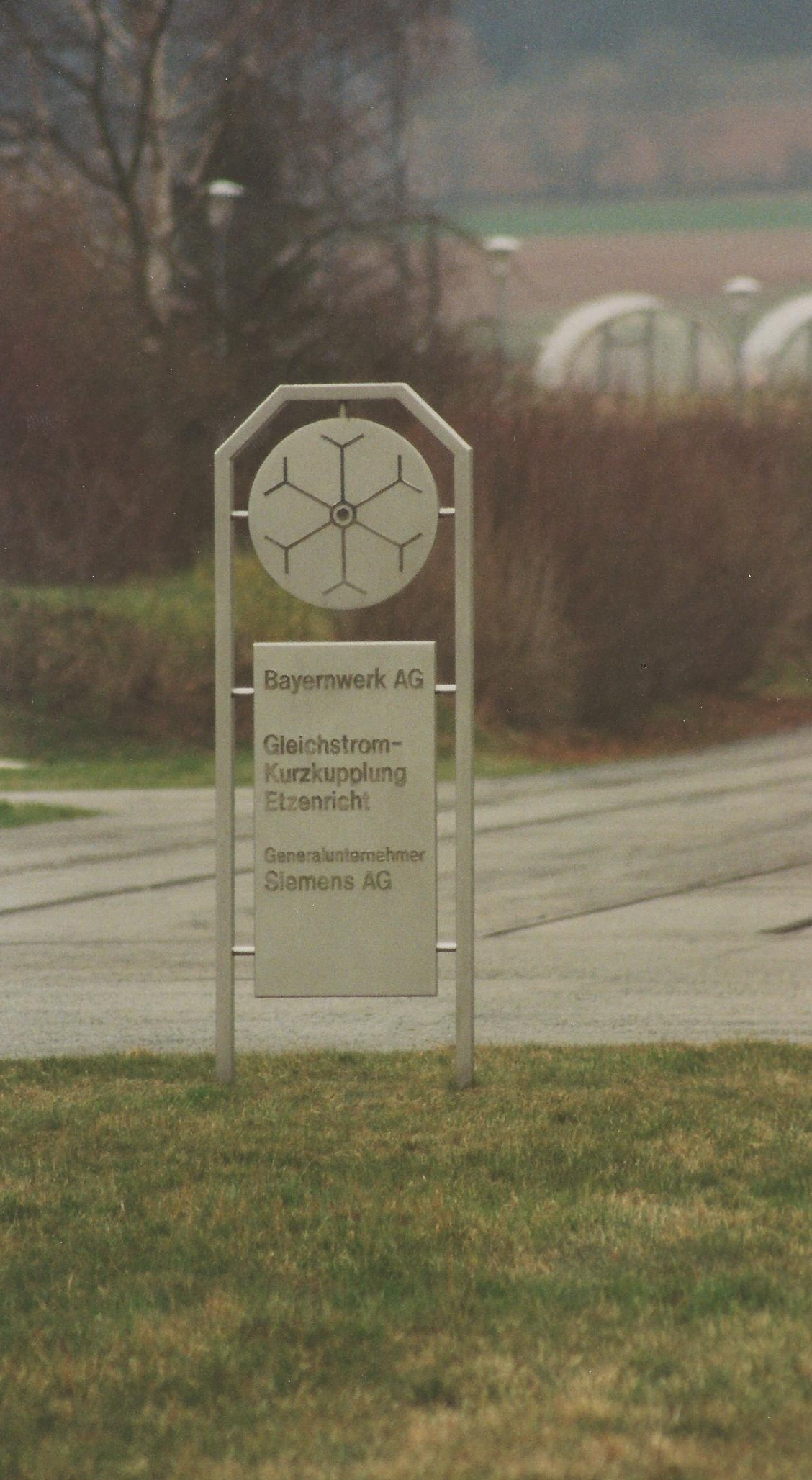
Schild vor der Stromrichterhalle im Frühling 1999, 3½ Jahre nach der Stilllegung

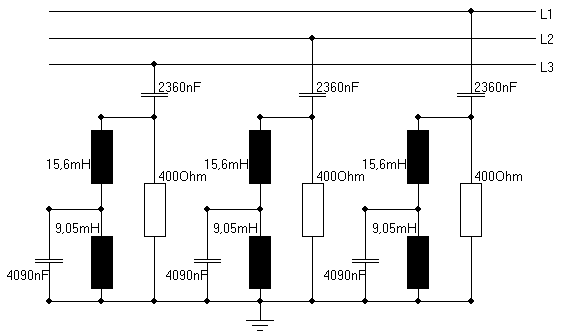
Schaltbild der Oberschwingungsfilter der einstigen GKK in Etzenricht

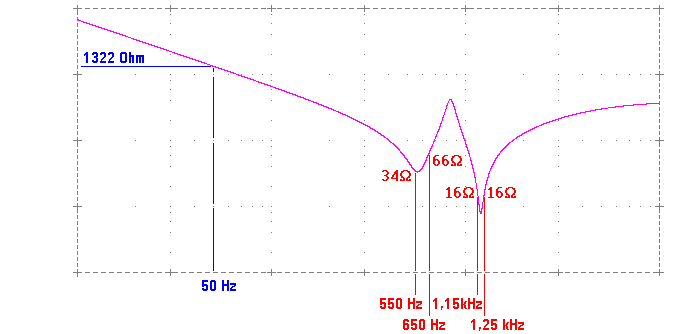
Frequenzabhängigkeit der Impedanz des Oberschwingungsfilters der GKK Etzenricht. Die Netzfrequenz, die 11., 13., 23. und 25. Oberwelle sind extra markiert

Die beiden Stromrichter sind in einer 13 Meter hohen Halle von 430 Quadratmeter Grundfläche, die in gemischter Ort- und Fertigbetonbauweise ausgeführt wurde, untergebracht. Jeder Stromrichter besteht aus 432 Thyristoren, welche in sechs in einer Reihe angeordneten Thyristortürmen untergebracht sind.
Jeder Thyristorturm beinhaltet zwei Ventilfunktionen und besteht aus acht übereinander angeordneten Thyristorbausteinen, die wiederum neun in Reihe geschaltete Thyristoren, inklusive Hilfseinrichtungen, wie die zur Strombegrenzung nötigen Sättigungsdrosseln enthalten. Parallel zu jedem Thyristor liegt eine Reihenschaltung eines Widerstands mit einem Kondensator, welche den Stromanstieg begrenzt. Von dieser Beschaltung wird auch die Energie zur Versorgung der Thyristorelektronik gewonnen, welche, da sie unter Hochspannung steht, mit der auf Erdpotential liegenden Ansteuerelektronik über Glasfaserkabel in bidirektionaler Verbindung steht. Parallel zu jedem Thyristormodul ist ein Kondensator und parallel zu jeder Ventilfunktion ein Varistor geschaltet. Als Thyristor wurde der Typ U78 S346 S34 von Siemens mit einem maximalen Dauergrenzstrom mit 4.100 Ampere verwendet, der zum Zeitpunkt der Errichtung der Anlage der leistungsfähigste Thyristor der Welt war.
An beiden Enden der Halle befinden sich jeweils drei Buchten zur Unterbringung der als einphasige Einheiten ausgeführten Stromrichtertransformatoren.

### Geschichte
Am 26. April 1991 erfolgte die Grundsteinlegung. Im September 1991 war die Fertigstellung des Rohbaus und im Mai 1992 der Beginn der Inbetriebnahme. Diese konnte bis zur Fertigstellung der Leitung nach Hradec am 3. September 1992 nur im Kreisbetrieb, das heißt zwischen den Sammelschienen des Umspannwerks Etzenricht, durchgeführt werden. Am 27. Januar 1993 folgte der Beginn des Probebetriebs. Am 9. Juli 1993 war die offizielle Inbetriebnahme. Am 18. Oktober 1995 erfolgte die Stilllegung nach dem Synchronschluss des deutschen und des tschechischen Stromnetzes.
Durch den Synchronschluss erhöhte sich der Wert der über die Leitung Etzenricht–Hradec übertragbaren Leistung von 600 MW auf 1316 MW. Der erst nach dem Synchronschluss am 29. Juli 1997 in Betrieb genommene zweite 380-kV-Stromkreis nach Přeštice brachte noch einmal eine zusätzliche Übertragungskapazität von 1579 MW, so dass heute über das Umspannwerk Etzenricht maximal 2895 MW mit Tschechien ausgetauscht werden können.
Nachdem 1997 die meisten externen Komponenten demontiert und auf dem Stationsgelände eingelagert wurden, stand die Anlage bis 2009 funktionslos und nicht betriebsfähig auf dem Betriebsgelände. Nur die Transformatoren, die Glättungsdrosseln und ein Filterkreis verblieben an ihrem ursprünglichen Platz. Seit der Stilllegung der Anlage war ihr Verkauf nach Osteuropa geplant, um einen Energieaustausch zwischen dem osteuropäischen Stromnetz und dem Stromnetz der GUS-Staaten zu ermöglichen. Da der Stromrichter zunehmend veraltete und weil man inzwischen eine Stromrichteranlage wie die GKK Etzenricht mit Hilfe von Fotothyristoren viel einfacher realisieren kann, kam nie ein entsprechender Handel zustande. 2006 wurde die Anlage an die Firma IDPC in Wien verkauft, welche sie ursprünglich komplett und später in Einzelteilen vermarkten wollte. Allerdings konnten nur sehr wenige Bauteile verkauft werden. Im Frühling 2009 wurden sämtliche noch vorhandene Komponenten der GKK Etzenricht demontiert und verschrottet. In die einstige Stromrichterhalle wurde ein Rolltor eingebaut.

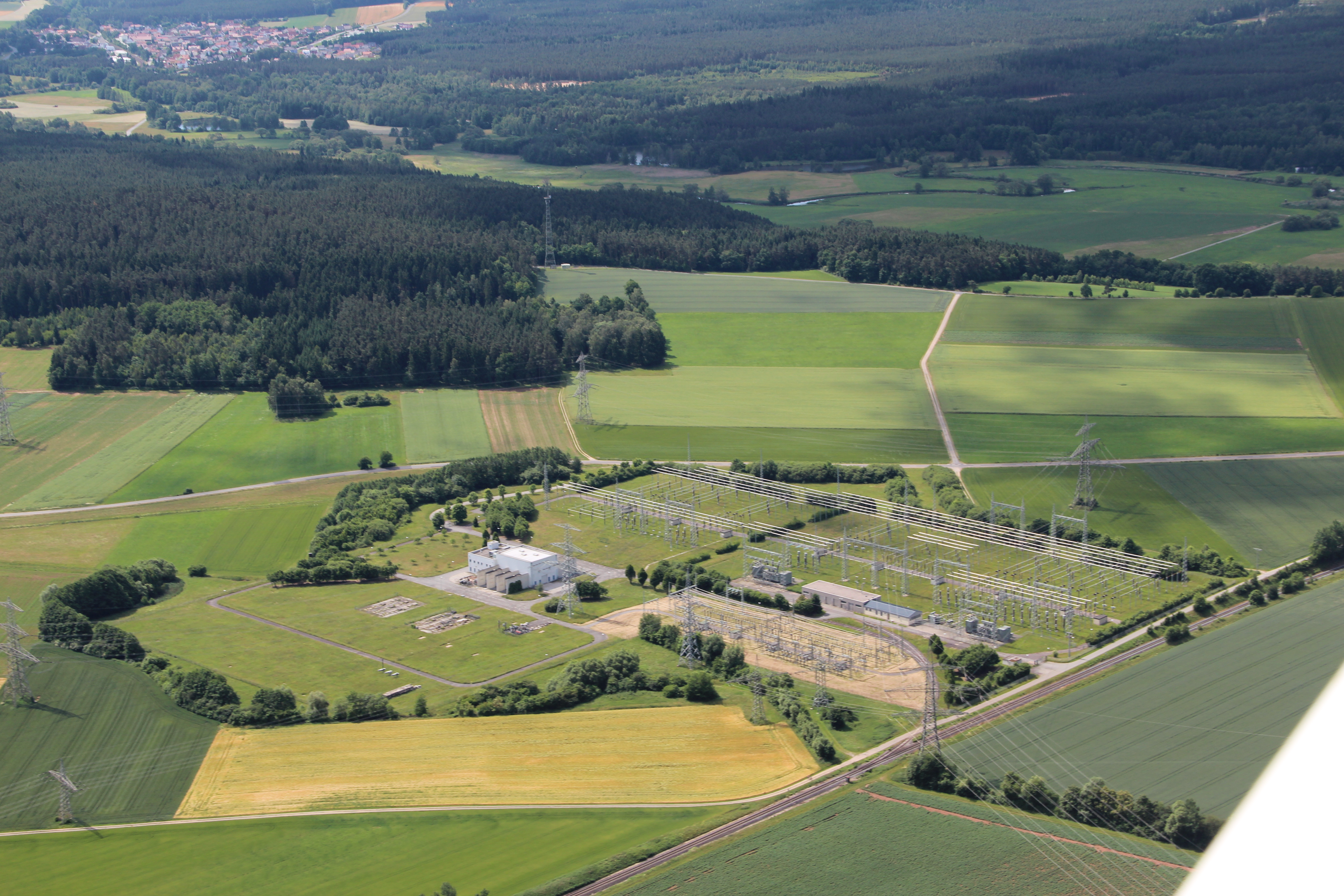
Umspannwerk Etzenricht
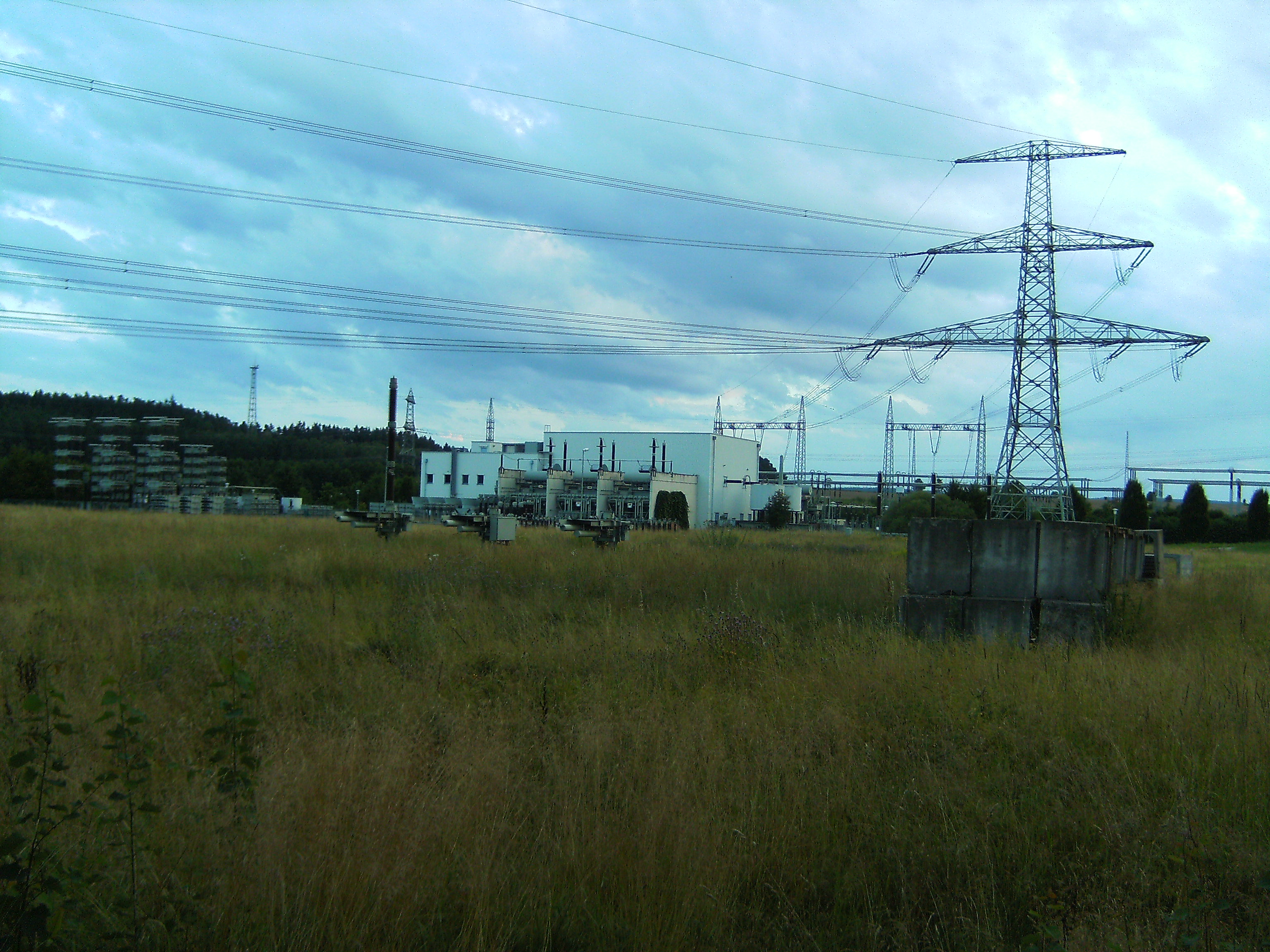
Ansicht der Anlage, rechts der Mast über den heute die Leitung nach Tschechien verläuft, links davon die Stromrichterhalle, links der einzig verbliebene Filterkreis
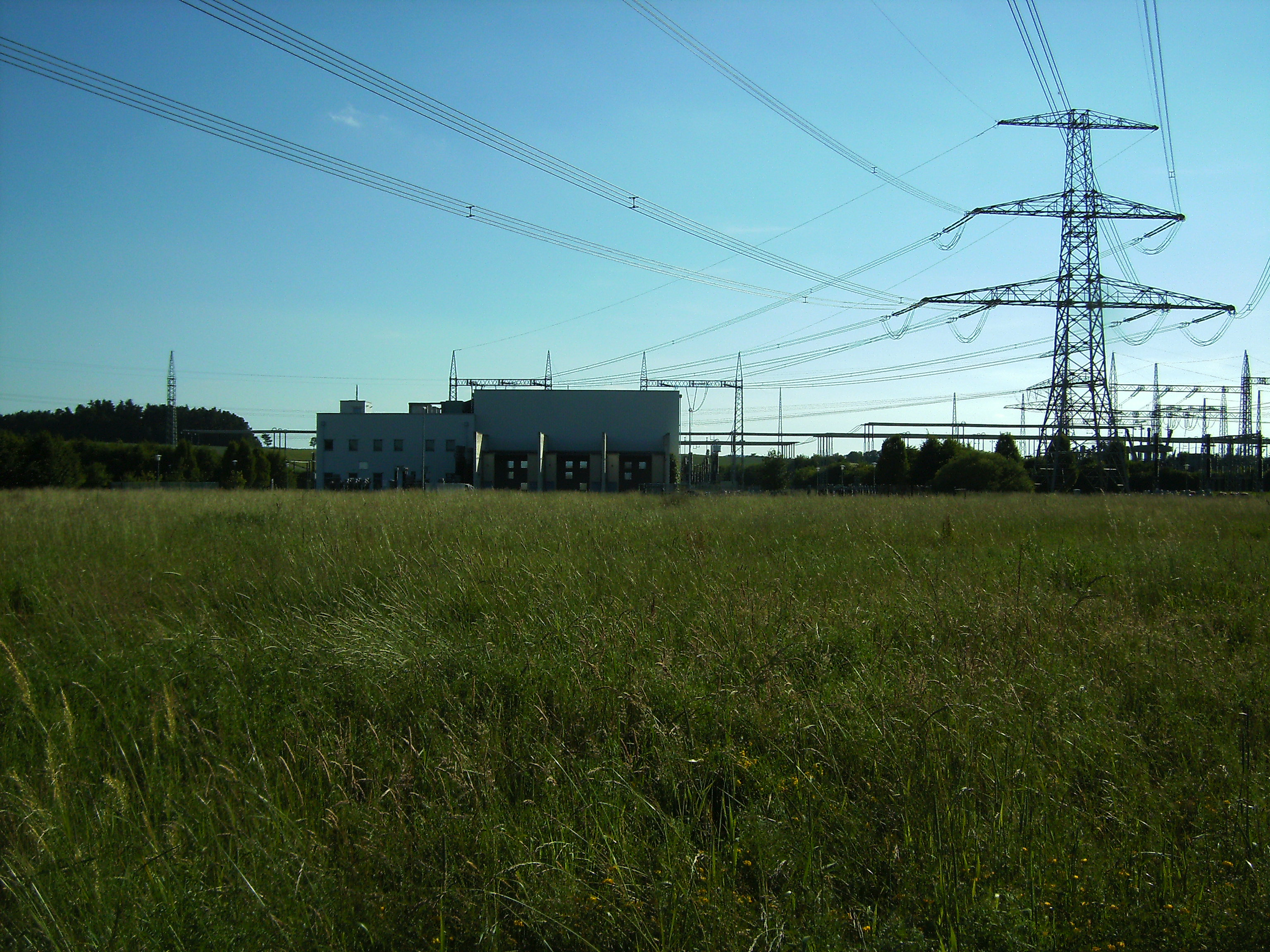
Stromrichterhalle der GKK Etzenricht. Die Transformatorenbuchten sind ausgeräumt.
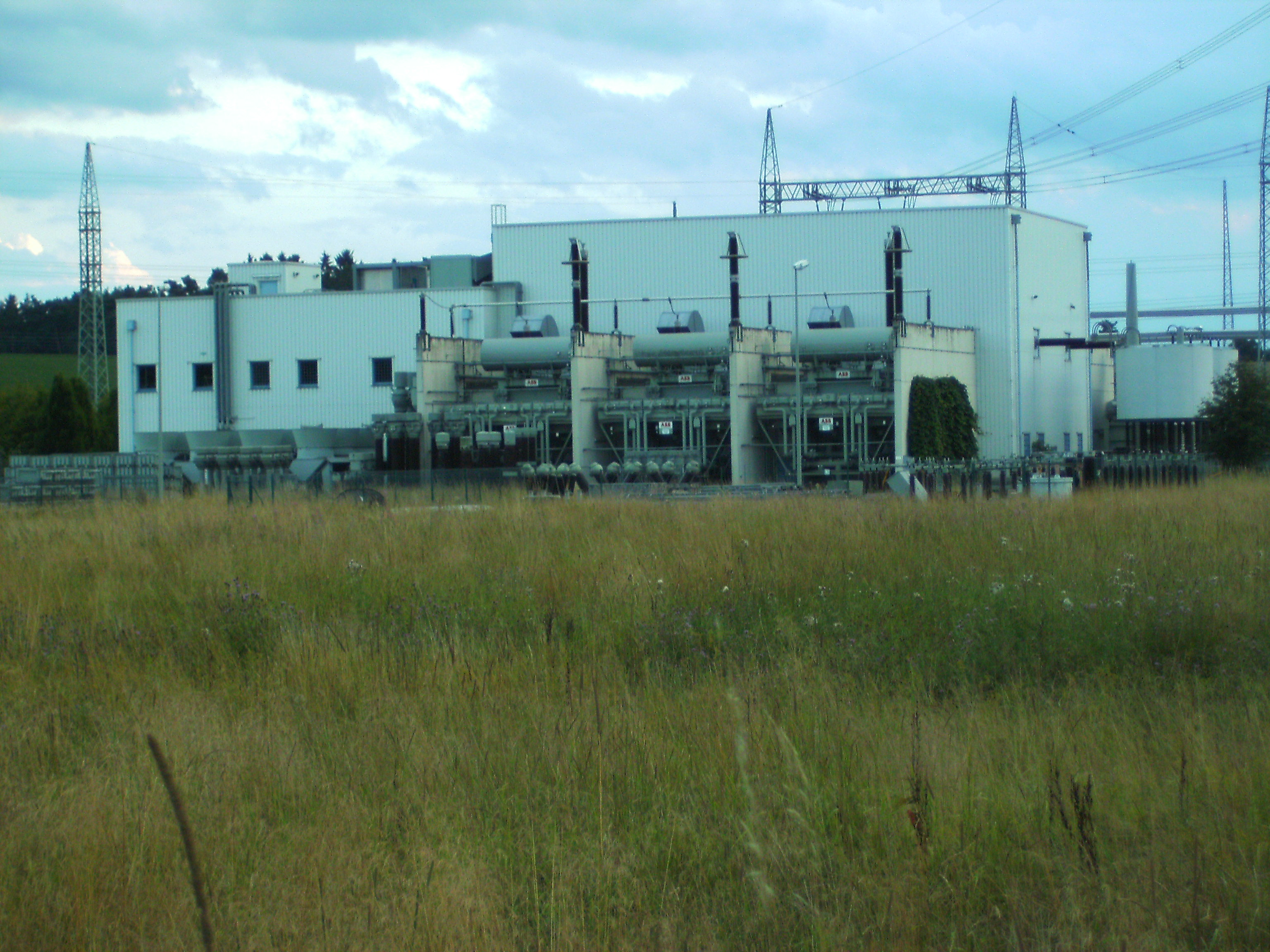
Ansicht der Stromrichterhalle
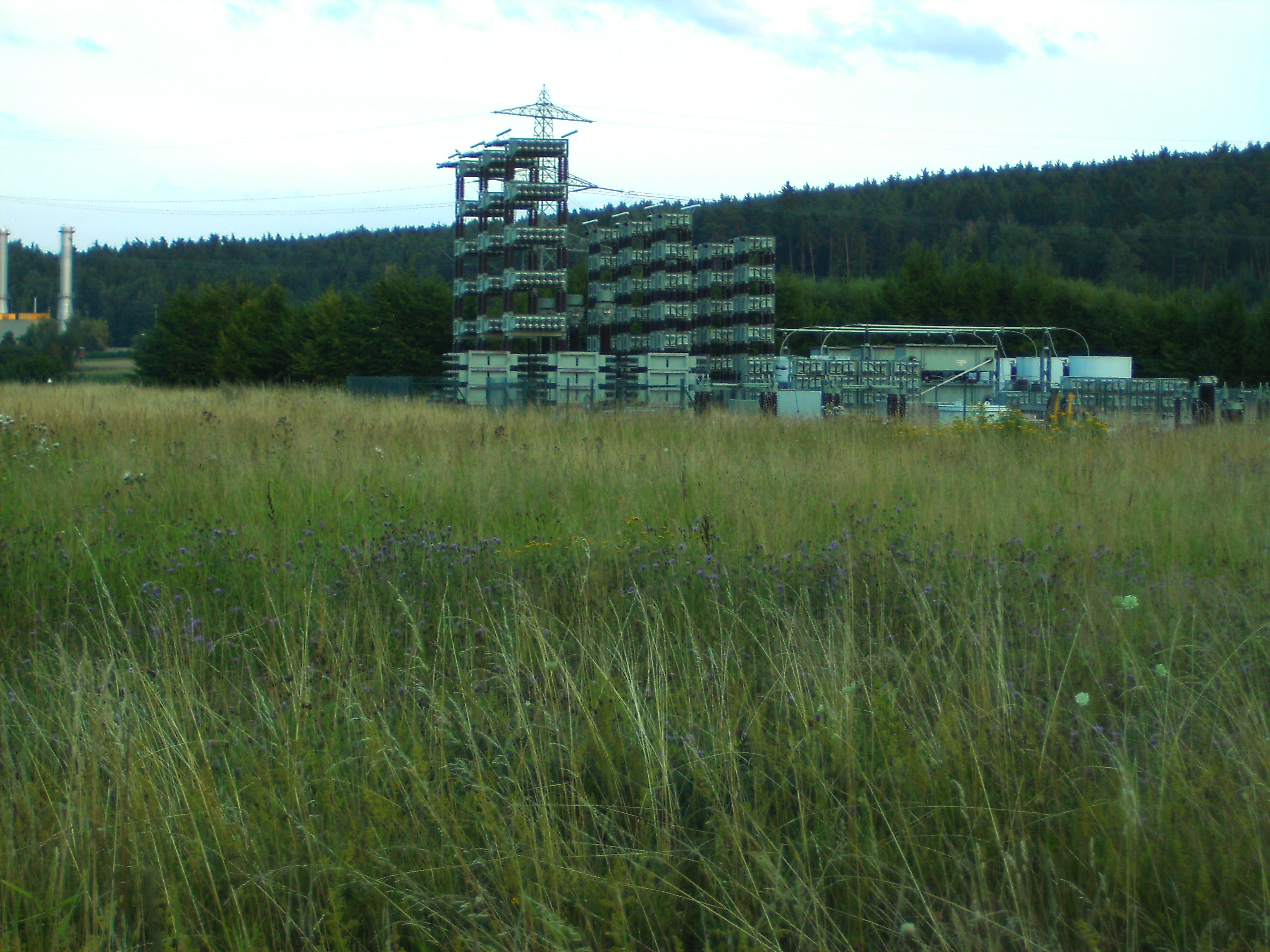
Der einzig verbliebene Filterkreis der GKK Etzenricht
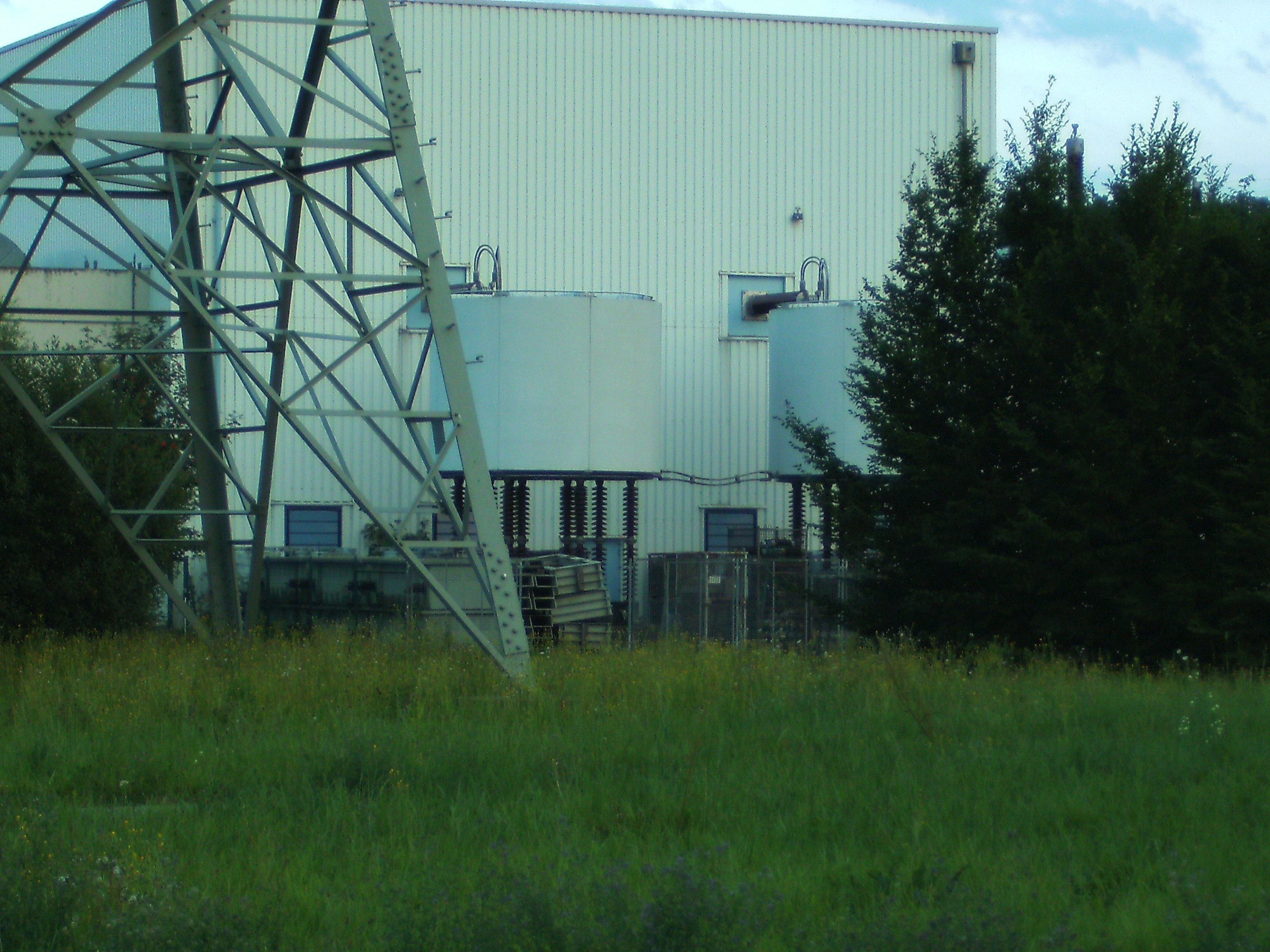
Glättungsdrosseln der einstigen GKK
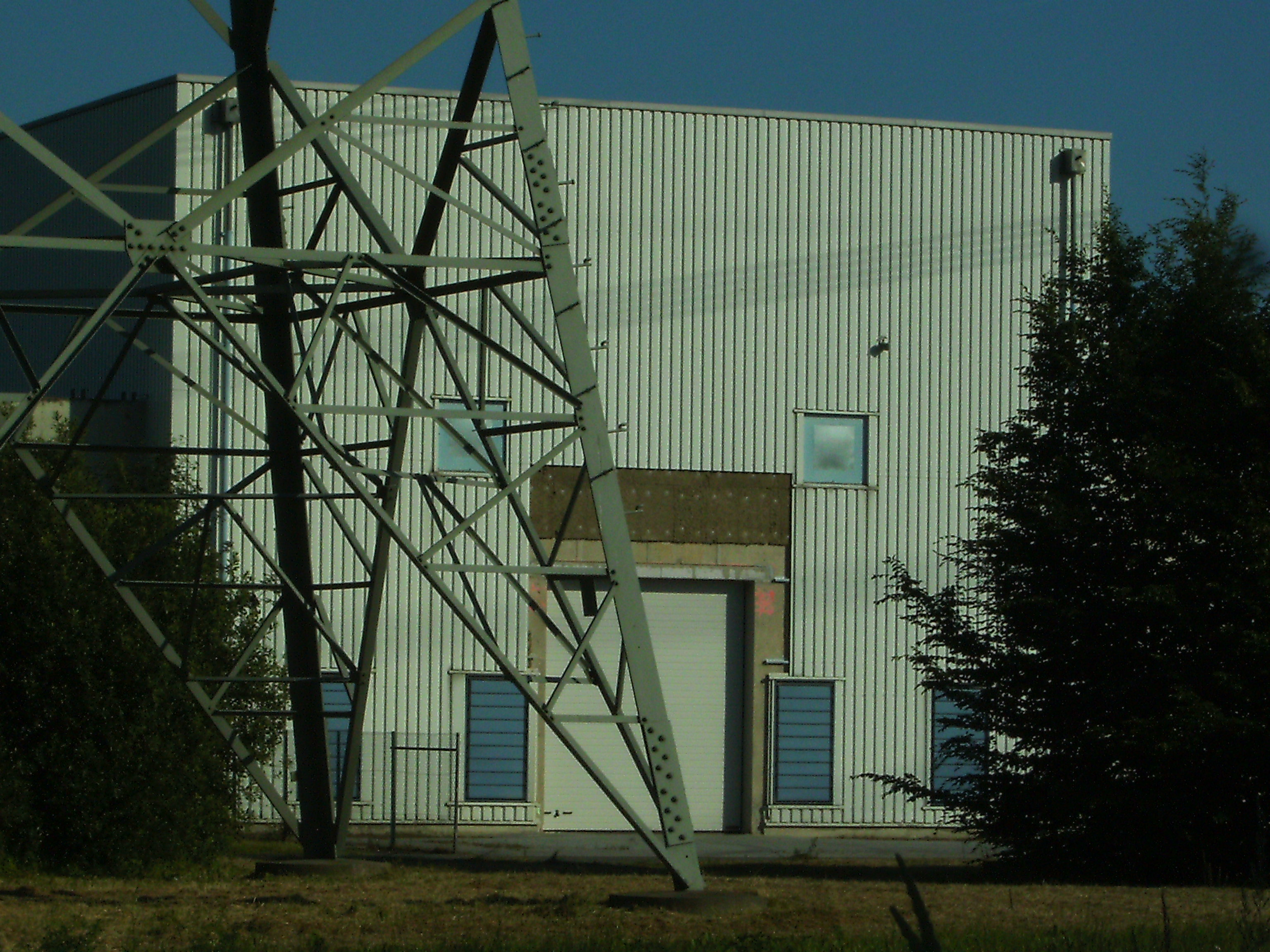
Wand der Stromrichterhalle, wo einst die Glättungsdrosseln standen. Das Rolltor wurde erst später eingebaut.
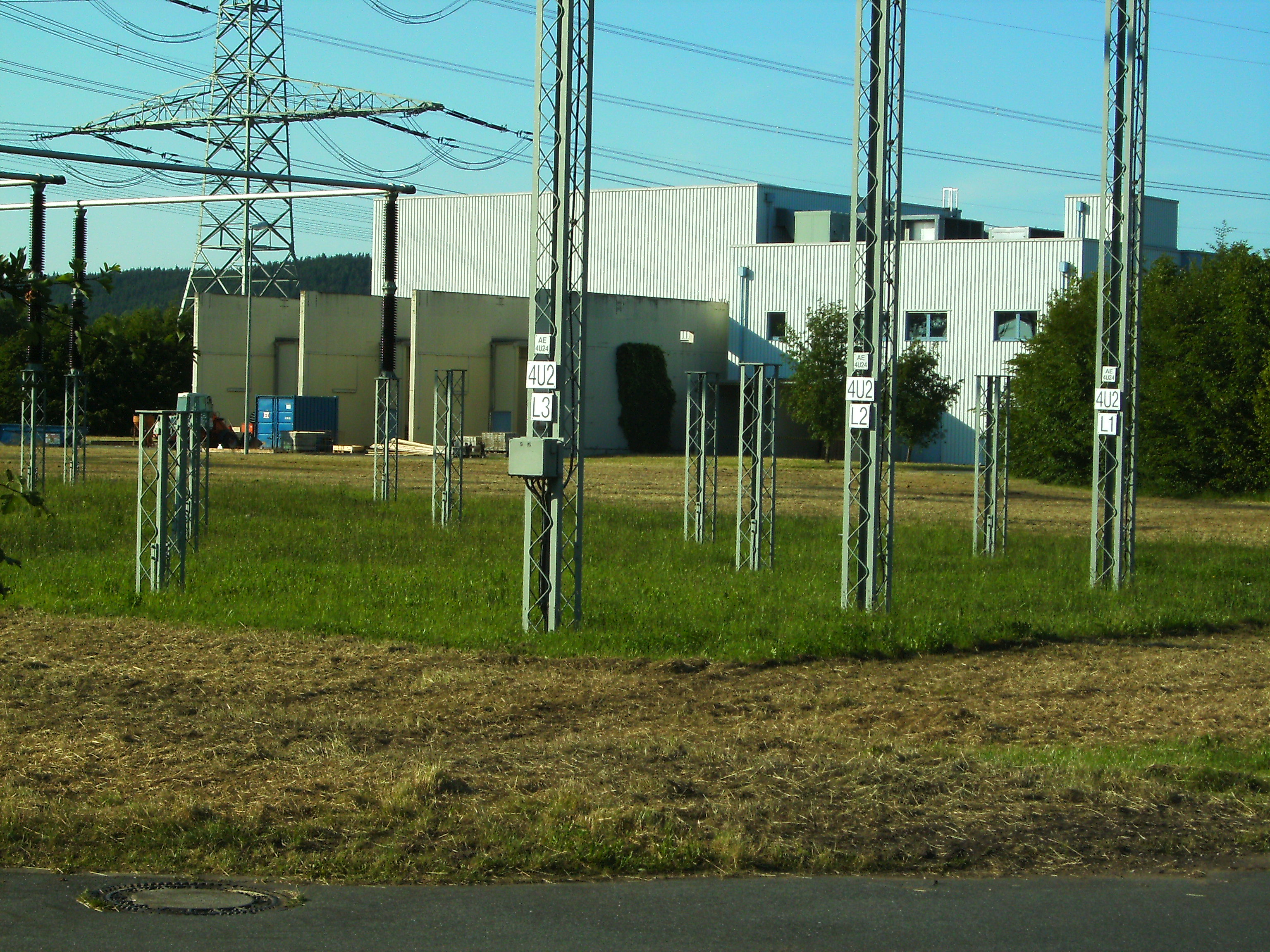
Auch die Transformatorenbuchten auf der anderen Seite der Stromrichterhalle wurden leergeräumt

## Richtfunkturm

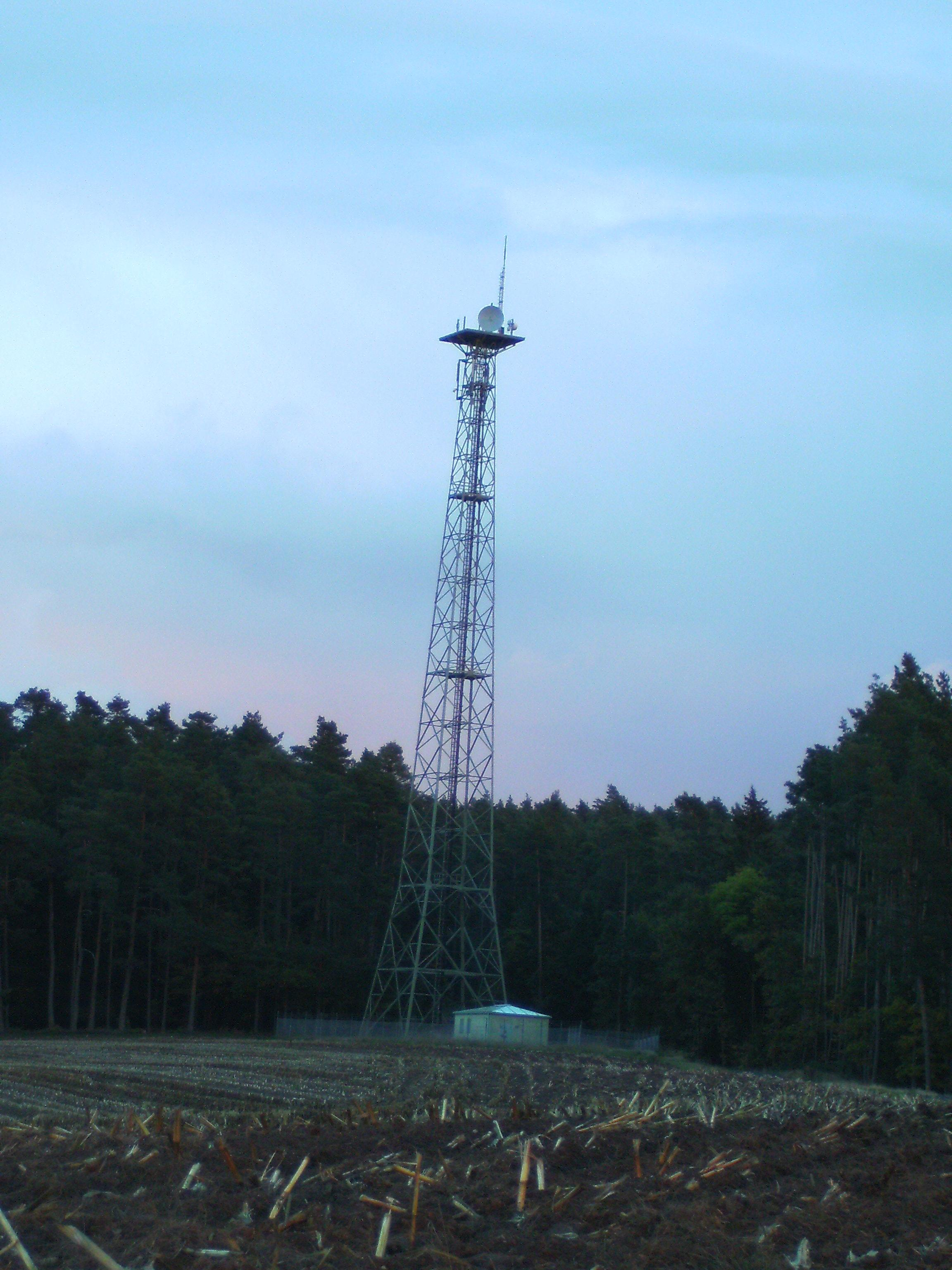
Der 55 Meter hohe Richtfunkturm südlich der GKK Etzenricht

Südlich des Stationsareals auf einem Hügel befindet sich seit 1973 ein 55 Meter hoher Richtfunkturm, der als freistehende Stahlfachwerkkonstruktion ausgeführt ist. Er dient zur Übermittlung von Betriebswerten und Fernsteuerkommandos, um das regulär nicht besetzte Umspannwerk Etzenricht (auch zum Betrieb der GKK Etzenricht war nicht die reguläre Anwesenheit von Personal nötig) fernzusteuern.